# Burgstall Schönberg (Burgkirchen an der Alz)
Der Burgstall Schönberg ist eine abgegangene hochmittelalterliche Niederungsburg auf 486 m ü. NHN 150 m südlich des Weilers Schönberg, eines Gemeindeteils der Gemeinde Burgkirchen an der Alz im oberbayerischen Landkreis Altötting von Bayern. Er gehört zum Bodendenkmal unter der Aktennummer D-1-7842-0028 mit der Beschreibung „Siedlung der Bronzezeit, Burgstall des hohen Mittelalters sowie abgegangene Kirche und Körperbestattungen des Mittelalters und der frühen Neuzeit ("St. Peter und Paul in Schönberg")“.